# Mia Zapata
Mia Kinda Zapata (25/8/1965 - 7/7/1993) là một nhạc sĩ người Mỹ, là ca sĩ chính của ban nhạc punk Seattle Gits. Sau khi nhận được lời khen ngợi trong bối cảnh khi nhạc grunge còn đang ở giai đoạn non trẻ, Zapata đã bị sát hại vào năm 1993 khi đang trên đường từ một địa điểm âm nhạc về nhà. Tội ác này bị treo trong một thập kỷ trước khi kẻ đã giết cô, Jesus Mezquia, bị xét xử, và bị kết án 36 năm tù.

## Cuộc đời và sự nghiệp
Zapata sinh ra và lớn lên ở Louisville, Kentucky và học trung học tại Học viện Trình diễn. Zapata đã học cách chơi guitar và piano từ năm chín tuổi và chịu ảnh hưởng của nhạc punk rock cũng như jazz, blues và các ca sĩ R & B như Bessie Smith, Billie Holiday, Jimmy Reed, Ray Charles, Hank Williams và Sam Cooke.
Năm 1984, Zapata đăng ký học tại Antioch College ở Yellow Springs, Ohio, với tư cách là một sinh viên nghệ thuật tự do. Vào tháng 9 năm 1986, cô và ba người bạn đã thành lập ban nhạc punk rock The Gits. Năm 1989, ban nhạc chuyển đến Seattle, Washington. Mia tìm được một công việc tại một quán bar địa phương và bốn thành viên ban nhạc chuyển đến một ngôi nhà bỏ hoang mà họ gọi là "The Rathouse". Ban nhạc này đã phát hành một loạt các đĩa đơn được đón nhận trên các hãng thu âm độc lập địa phương từ năm 1990 đến năm 1991. Vì Gits đang tạo dựng tên tuổi của mình trong nền âm nhạc địa phương, họ thường chơi các chương trình với ban nhạc 7 Year Bitch của bạn bè. Năm 1992, ban nhạc phát hành album đầu tay Frenching the Bully. Danh tiếng của họ dần dần tăng lên trong bối cảnh grunge ở Seattle, trước khi ban nhạc bắt đầu làm việc cho album thứ hai và cuối cùng của họ Enter: The Conquering Chicken, phát hành năm 1993.